# Семеду, Келве
Келве Рейс Тавареш Семеду (порт. Kelve Reis Tavares Semedo; 9 мая 2004, Агуа-Гранде, Сан-Томе и Принсипи) — сантоминский футболист, нападающий молодёжной команды клуба «Академику де Визеу» и сборной Сан-Томе и Принсипи.

## Карьера
На молодёжном уровне выступал за «Репесенсеш» и «Рочдейл». В 2022 году стал игроком молодёжной команды клуба «Академика де Визеу».

## Карьера в сборной
Дебютировал за сборную Сан-Томе и Принсипи 22 марта 2023 года в матче квалификации Кубка африканских наций против сборной Сьерра-Леоне.